# 傑克利尼亞河
傑克利尼亞河（烏克蘭語：Джекельня），是烏克蘭的河流，位於該國東南部，發源自納傑日季涅東北面，流經扎波羅熱州，河道全長30公里，流域面積215平方公里。